# Linje 8A
 Ikke at forveksle med Linje 8A (2015-2019).
Linje 8A er en buslinje i København, der kører mellem Valby Station og Lergravsparken Station henholdsvis Ørestad Station. Linjen er en del af Movias A-busnet og er udliciteret til Keolis Danmark, der driver den fra sit garageanlæg ved Jernholmen på Avedøre Holme. Den betjener Valby, Kongens Enghave, Ørestad og Sundbyerne.
Linje 8A blev oprettet 20. oktober 2024 som en udskillelse fra linje 18.

## Historie
Der har tidligere eksisteret en linje 8A, der blev oprettet mellem Nordhavn Station og Friheden Station 29. marts 2015. Linjen blev nedlagt og blandt andet erstattet af den ny linje 18 13. oktober 2019. Ændringen var en del af Nyt Bynet som Movia gennemførte efter åbningen af metrostrækningen Cityringen. Den sydlige del af linje 8A's rute til Friheden Station blev dog overtaget af linje 4A, der omlagdes dertil. Til gengæld overtog linje 18 så linje 4A's hidtidige rute til Lergravsparken Station henholdsvis Ørestad Station.
Cityringen blev udvidet med afgreningen Sydhavnsmetroen 22. juni 2024. Det fik blandt betydning for linje 18, der kom til at møde den ved de nye Mozarts Plads Station og Sluseholmen Station og dermed blev en vigtig fødelinje til metroen. Som en del af tilpasning af busnettet i området foreslog Movia imidlertid i april 2023 at dele linjen i to ved Valby Station. Det ville sikre sikre, at de mange passagerer på linjen syd for Valby Station ikke blev påvirket af forsinkelser nord for.
Idéen var at linje 18 skulle køre som hidtil fra Valby Station mod nord til Emdrup Torv. Men syd for Valby Station skulle en ny linje 8A køre ad linje 18's hidtidige og linje 4A's gamle rute til Lergravsparken Station. Nogle afgange skulle dog ende ved Bella Center Station i stedet for at fortsætte ad afgreningen til Ørestad Station. Opgraderingen af strækningen til A-bus igen ville betyde hyppigere drift om aftenen og i weekenden. Derudover ville linjen få natdrift, hvilket linje 18 ikke havde. Til gengæld måtte nogle passagerer fremover skifte bus ved Valby Station. Forslaget ved vedtaget af Københavns Borgerrepræsentation 21. september 2023.
Oprettelsen af linje 8A fandt sted 20. oktober 2024. Den udgår fra busterminalen på Lyshøjgårdsvej ved Valby Station, hvor den afkortede linje 18 også har endestation. Derfra køres via Sjælør Station, Mozarts Plads Station og Sjællandsbroen til Bella Center Station. I modsætning til det oprindelige forslag er der stadig en afgrening herfra til Ørestad Station, hvor en del afgange ender i dag- og aftentimerne. Resten af afgangene og alle om natten fortsætter via Sundbyvester Plads til Lergravsparken Station. Det kan i øvrigt nævnes som et kuriosum, at det eneste den nye linje 8A har til fælles med den gamle er cirka 200 meter på Toftegårds Allé i Valby.

## Linjeføring
Linje 8A kører mellem Valby Station og Lergravsparken Station henholdsvis Ørestad Station. Ved Valby Station har den endestation i busterminalen ved Lyshøjgårdsvej. Herfra køres ad Toftegårds Allé, drejes ved Toftegårds Plads og videre ad Vigerslev Allé. På Sjælør Boulevard køres langs med Vestre Kirkegård på den østlige side. Kort før vejen ender køres under Køge Bugt-banen ved Sjælør Station. Med Borgmester Christiansens Gade går det videre gennem kvarteret Musikbyen med Mozarts Plads Station på halvvejen. Fra Sluseholmen Station fortsættes ad Sjællandsbroen, der først er en gade ved kvarteret Sluseholmen og dernæst en bro over Sluseløbet til Amager. Her fortsættes ad Vejlands Allé over Amager Fælled.
Linjen drejer ind omkring Marta Christensens Vej, hvor den kører langs med Bella Center og under hotellet Bella Skys skyway. Ved Bella Center Station deler linjen sig så i to. Den ene gren er en kort en ad Ørestads Boulevard gennem Ørestad. Ved Arne Jacobsens Allé drejer den om til Kay Fiskers Plads, hvor den ender ved Ørestad Station, overfor indkøbscentret Field's. Den anden gren fortsætter ad Vejlands Allé gennem Sundbyvesters parcelhuskvarter til Amagerbrogade og Sundbyvester Plads. Herfra fortsættes gennem Sundbyøster af Wibrantsvej og Kastrupvej med blandt andet Sundby Kirkegård. Linjen ender i vendesløjfen på hjørnet af Øresundsvej og Østrigsgade overfor Lergravsparken Station.

## Fakta
- Linjeføring
  - Valby Station, Lyshøjgårdsvej - Lyshøjgårdsvej - Toftegårds Allé - Toftegårds Plads - Vigerslev Allé - Sjælør Boulevard - Sjælør Station - Borgmester Christiansens Gade - Mozarts Plads Station - Borgmester Christiansens Gade - Sluseholmen Station - Sjællandsbroen - Vejlands Allé - Center Boulevard - Martha Christensens Vej - Bella Center Station - Ørestads Boulevard - Arne Jacobsens Allé - Kay Fiskers Vej - Ørestad Station, Kay Fiskers Plads /- Ørestads Boulevard - Vejlands Allé - Amagerbrogade - Sundbyvester Plads - Wibrandtsvej - Kastrupvej - Øresundsvej - Lergravsparken Station[8]

- Overordnede linjevarianter
  - Valby st. - Lergravsparken st.[8]
  - Valby st. - Ørestad st. (kun dag- og aftentimer)[8]

- Vigtige knudepunkter
  - Valby Station, Toftegårds Plads, Sjælør Station, Mozarts Plads Station, Sluseholmen Station, Bella Center Station, Ørestad Station, Sundbyvester Plads, Lergravsparken Station

- Materiel
  - Elbusser med garageopladning af typen MAN Lion's City 12E garageret hos Keolis Danmark, Jernholmen (fælles med linje 7A).[9]
  - Elbusser med garageopladning af typen BYD eBus K9UB-DW garageret hos Keolis Danmark, Jernholmen (fælles med linje 17, 18 og 32)[9]

| 20-10-2024 | Anchersen, Jernholmen      |
| 03-06-2025 | Keolis Danmark, Jernholmen |

| År          | 2024    |
| ----------- | ------- |
| Passagertal | 592.712 |

## Kronologisk oversigt
Nedenfor er der gjort rede for permanente og længerevarende midlertidige ændringer. Der er set bort fra ændringer af få dages varighed og ved sportsbegivenheder, demonstrationer og lignende.
| Rutehistorik | Rutehistorik |
| Dato/periode | Ændring |
| ------------ | --- |
| 20-10-2024   | Linje 8A oprettes ad følgende rute: Valby Station, Lyshøjgårdsvej - Lyshøjgårdsvej - Toftegårds Allé - Toftegårds Plads - Vigerslev Allé - Sjælør Boulevard - Sjælør Station - Borgmester Christiansens Gade - Mozarts Plads Station - Borgmester Christiansens Gade - Sluseholmen Station - Sjællandsbroen - Vejlands Allé - Center Boulevard - Martha Christensens Vej - Bella Center Station - Ørestads Boulevard - Arne Jacobsens Allé - Kay Fiskers Vej - Ørestad Station, Kay Fiskers Plads /- Ørestads Boulevard - Vejlands Allé - Amagerbrogade - Sundbyvester Plads - Wibrandtsvej - Kastrupvej - Øresundsvej - Lergravsparken Station Linjen kører døgnet rundt med undtagelse af afgreningen til Ørestad Station, der kun betjenes i dag- og aftentimerne. |